# Загребинцы
 Загребинцы  — деревня в Кирово-Чепецком районе Кировской области в составе Пасеговского сельского поселения.

## География
Расположена на расстоянии примерно 10 км на юго-запад от центра поселения села Пасегово.

## История
Известна с 1719 года как деревня Загребинская с населением 9 душ мужского пола, в 1764 34 жителя. В 1873 году в деревне дворов 12 и жителей 113, в 1905 25 и 109, в 1926 27 и 138, в 1950 28 и 85, в 1989 постоянных жителей уже не было. Настоящее название утвердилось с 1939 года. В настоящее время имеет дачный характер.

## Население
Постоянное население не было учтено как в 2002 году, так и в 2010.